# Chrysobothris atriplexae
Chrysobothris atriplexae es una especie de escarabajo del género Chrysobothris, familia Buprestidae. Fue descrita científicamente por Fisher en 1942.